# جانگ هی جونگ
جانگ هی جونگ (کره‌ای: 장희정؛ زادهٔ ۲۷ اوت ۱۹۸۲) بازیگر اهل کره جنوبی است. او به خاطر به خاطر ایفای نقش در معشوقه، پلی‌لیست بیمارستان و صدا ۲ شناخته می‌شود.

## زندگی شخصی
جانگ هی جونگ با بازیگر آن چانگ هوان ازدواج کرد و یک پسر دارند.

## فیلم‌شناسی

### فیلم
| سال  | عنوان                     | نقش    | منابع |
| ---- | ------------------------- | ------ | ----- |
| ۲۰۱۸ | قرض‌دهندگان: روح و پول نقد | آن وون | [ ۴ ] |

### مجموعه تلویزیونی
| سال  | عنوان                                               | نقش                     | منابع  |
| ---- | --------------------------------------------------- | ----------------------- | ------ |
| ۲۰۱۵ | رستوران نیمه‌شب                                      | خواهر                   | [ ۵ ]  |
| ۲۰۱۵ | پاسخ به ۱۹۸۸                                        | داور مسابقه ملی آواز    | [ ۶ ]  |
| ۲۰۱۷ | دراما استیج فصل ۱: امروز دوباره دایره‌زنگی را می‌گیرم | لی دا ری                | [ ۷ ]  |
| ۲۰۱۸ | صدا ۲                                               | بک می جا / وانگ اوک ریو | [ ۸ ]  |
| ۲۰۱۸ | معشوقه                                              | بک جه هی                | [ ۹ ]  |
| ۲۰۲۰ | پلی‌لیست بیمارستان                                   | مادر بیت نا             | [ ۱۰ ] |